# Михайловське (Калінінський район)
Михайловське (рос. Михайловское) — село в Калінінському районі Тверської області Російської Федерації.
Населення становить 426 осіб. Входить до складу муніципального утворення Михайловське сільське поселення.

## Історія
Від 2005 року входить до складу муніципального утворення Михайловське сільське поселення.

## Населення
| 1859 | 1886 | 1992 | 2002 | 2010 |
| ---- | ---- | ---- | ---- | ---- |
| 765  | ↘508 | ↘373 | ↗445 | ↘426 |